# Lista dos deputados estaduais da 7.ª legislatura de Santa Catarina (1910–1912)
Lista dos deputados estaduais de Santa Catarina - 7ª legislatura (1910 — 1912).
| Nº | Deputado                            |
| -- | ----------------------------------- |
| 1  | Dorval Melquíades de Sousa          |
| 2  | Otacílio Vieira da Costa            |
| 3  | Emílio Blum                         |
| 4  | Antônio Pereira da Silva e Oliveira |
| 5  | Carlos Vítor Wendhausen             |
| 6  | Alfredo Nóbrega de Oliveira         |
| 7  | Pedro Ferreira e Silva              |
| 8  | Manuel Tiago de Castro              |
| 9  | Sebastião da Silva Furtado          |
| 10 | Francisco Margarida                 |
| 11 | Paulo Zimmermann                    |
| 12 | João Pinho                          |
| 13 | Francisco Ferreira de Albuquerque   |
| 14 | Luís de Vasconcelos                 |
| 15 | José Johanny                        |
| 16 | Joaquim Davi Ferreira Lima          |
| 17 | Carlos Luís Büchele                 |
| 18 | Gustavo Lebon Régis                 |
| 19 | Fúlvio Aducci                       |
| 20 | Eugênio Luís Müller                 |
| 21 | Joe Collaço                         |
| 22 | Lúcio Antônio Caldeira              |
| 23 | Mário de Sousa Lobo                 |
| 24 | José Cândido da Silva               |

No decorrer da sessão legislativa de 1910 renunciam ao cargo os deputados Eugênio Luís Müller e José Johanny, sendo eleitos em 4 de dezembro de 1910 José Maurício dos Santos e Félix Busso Asseburg.
Em 31 de maio de 1911 morreu Pedro Ferreira e Silva. Para sua vaga foi eleito Abdon Batista.